# Silko Günzel
Silko Günzel (* 2. Juni 1971) ist ein ehemaliger deutscher Schwimmer.

## Biografie
Günzel wurde nach vielen Jugendmeisterschaften in der DDR im Leistungszentrum für Schwimmsport in Berlin gefördert. Er startete für den SC Dynamo Berlin und wurde 1987 in Rom 4 × Jugendeuropameister und in der 4 × 100-m-Freistilstaffel bereits im Jahre 1987 und nochmal im Jahre 1988 Deutscher Meister in der DDR u. a. zusammen mit Steffen Zesner und Lars Hinneburg.
Nach der Wende schloss er sich dem SSF Bonn an. Für diesen Club siegte er bei den Deutschen Schwimmmeisterschaften 1991 Deutscher Meister über 100 m Freistil. Er wurde bei den Deutschen Schwimmmeisterschaften im Jahr 1990 über 50 m Freistil Dritter und in den Jahren 1991, 1993 bis 1995 viermal Zweiter, wobei er vereinsseitig über Köln wieder nach Berlin zwischenzeitlich wechselte.
Er wurde bei den Sprinteuropameisterschaften der Herren im Jahre 1991 Zweiter und in den Jahren 1993 und 1994 über 50 m Freistil jeweils Dritter.
In der 4 × 50-m-Freistilstaffel wurde er bei den Sprintschwimmeuropameisterschaften 1991 in Gelsenkirchen gemeinsam mit Nils Rudolph, Ingolf Rasch und Bengt Zikarsky im Jahre 1991 Europameister und konnte im Jahre 1993 in der Besetzung mit Axel Hickmann, Torsten Spanneberg und Ingolf Rasch und im Jahre 1994 in der Besetzung mit Ingolf Rasch, Torsten Spanneberg und Steffen Smollich jeweils Silber holen. Über 4 × 50 m Lagen holte er gemeinsam mit Patrick Hermanspann, Mark Warnecke und Dirk Vandenhirtz im Jahre 1993 Bronze, bei den Sprintschwimmeuropameisterschaften 1994 in Stavanger holte er in dieser Staffel zusammen mit Jirka Letzin, Mark Warnecke und Dirk Vandenhirtz noch einmal den Europameistertitel.
Er ist als Unternehmer im Gesundheitsmarkt tätig.

## Belege
1. ↑  
Archivierte Kopie (Memento des Originals vom 14. Juli 2007 im Internet Archive)  Info: Der Archivlink wurde automatisch eingesetzt und noch nicht geprüft. Bitte prüfe Original- und Archivlink gemäß Anleitung und entferne dann diesen Hinweis.
2. ↑  http://www.sport-komplett.de/sport-komplett/sportarten/s/schwimmen/hst/124.html

| Personendaten    | Personendaten       |
| ---------------- | ------------------- |
| NAME             | Günzel, Silko       |
| KURZBESCHREIBUNG | deutscher Schwimmer |
| GEBURTSDATUM     | 2. Juni 1971        |